# Henry W. Blair
Henry W. Blair (New Hampshire, 1834. december 6. – Washington, 1920. március 14.) az Amerikai Egyesült Államok szenátora (New Hampshire, 1879–1885 és 1885–1891).